# Anthoxanthum nivale
Anthoxanthum nivale är en gräsart som beskrevs av Karl Moritz Schumann. Anthoxanthum nivale ingår i släktet vårbroddssläktet, och familjen gräs. Inga underarter finns listade i Catalogue of Life.